# Beata Pawlicka
Beata Pawlicka z d. Strządała (ur. 29 października 1976 roku w Cieszynie) – polska siatkarka, grająca na pozycji przyjmującej. Aktualnie zawodniczka i kapitan I-ligowego zespołu KS Piecobiogaz Murowana Goślina.
Największe sukcesy święciła na przełomie XX i XXI wieku, występując w pilskiej Nafcie. W kadrze narodowej zadebiutowała w maju 1996 roku, w towarzyskim meczu z Niemkami. Dwa razy grała na mistrzostwach Starego Kontynentu, nie odnosząc tam sukcesów. W swojej karierze trenowała pod okiem m.in. Huberta Wagnera, Czesława Tobolskiego, Leszka Piaseckiego, Zbigniewa Krzyżanowskiego, Jerzego Skrobeckiego i Jerzego Matlaka, z którym osiągnęła największe sukcesy. W reprezentacji Polski w latach 1996–2001 rozegrała 112 spotkań.

## Kluby
| Klub                            | Lata gry    |
| ------------------------------- | ----------- |
| KS Piecobiogaz Murowana Goślina | 2009 - 2014 |
| MKS Dąbrowa Górnicza            | 2008 - 2009 |
| BKS Aluprof Bielsko-Biała       | 2007 - 2008 |
| PTPS Nafta-Gaz Piła             | 2004 - 2007 |
| Winiary Kalisz                  | 2003 - 2004 |
| Danter AZS AWF Poznań           | 2001 - 2003 |
| PTPS Nafta-Gaz Piła             | 1998 - 2001 |
| Dick Black Andrychów            | 1995 - 1998 |
| Kolejarz Katowice               | 1992 - 1995 |
| Piast Cieszyn                   | 1989 - 1992 |

## Sukcesy
- 1997 -  Puchar Polski z Dick Black La Festa Andrychów
- 1997 -  srebrny medal Mistrzostw Polski z Dick Black La Festa Andrychów
- 1997 - występ z reprezentacją Polski w turnieju finałowym Mistrzostw Europy
- 1998 -  srebrny medal Mistrzostw Polski z Dick Black La Festa Andrychów
- 1999 -  Mistrzostwo Polski z PTPS Naftą-Gaz Piła
- 1999 - występ z reprezentacją Polski w turnieju finałowym Mistrzostw Europy
- 2000 - 4. miejsce w Final Four Ligi Mistrzyń z PTPS Naftą-Gaz Piła
- 2000 -  Puchar Polski z PTPS Naftą-Gaz Piła
- 2000 -  Mistrzostwo Polski z PTPS Naftą-Gaz Piła
- 2001 -  Mistrzostwo Polski z PTPS Naftą-Gaz Piła
- 2003 -  srebrny medal Mistrzostw Polski z Danterem AZS AWF Poznań
- 2004 -  srebrny medal Mistrzostw Polski z Winiarami Kalisz
- 2005 -  brązowy medal Mistrzostw Polski z PTPS Naftą-Gaz Piła
- 2006 -  srebrny medal Mistrzostw Polski z PTPS Naftą-Gaz Piła
- 2007 -  srebrny medal Mistrzostw Polski z PTPS Farmutilem Piła
- 2010 - awans do I ligi z KS Piecobiogaz Murowana Goślina